# ماکوشتسه (استان اوپوله)
ماکوشتسه (به لهستانی: Mąkoszyce) یک منطقهٔ مسکونی در لهستان است که در گمینا لوبشا واقع شده‌است.